# Zhuo Lin
Zhuo Lin (Yunnan, 6 de abril de 1916 – 29 de julio de 2009) fue una política china y, la tercera y última mujer de Deng Xiaoping, dirigente principal anterior de China.
Nacida Pu Qiongying (en chino tradicional, 浦瓊英; en chino simplificado, 浦琼英; pinyin, Pǔ Qióngyīng: 浦琼英浦瓊英; pinyin: Pǔ Qióngyīng) en Xuanwei, provincia Yunnan, hija de un industrial. En 1938, fue miembro del Partido Comunista de China.
En 1939, se casa con Deng delante de Mao Zedong, en Yan'un. Tuvieron cinco niños - tres hijas (Deng Lin, Deng Nan, Deng Rong) y dos hijos (Deng Pufang, Deng Zhifang).
Falleció en 2009, a los 93, en Pekín.